# Flávio Campos
Flávio Campos, właśc. Flávio Henrique de Paiva Campos (ur. 29 sierpnia 1965 w Rio de Janeiro) – brazylijski piłkarz, grający na pozycji pomocnika, trener piłkarski.

## Kariera piłkarska

### Kariera klubowa
W 1987 rozpoczął karierę piłkarską w CR Flamengo. Potem występował w klubach São Paulo, Guarani FC, CR Vasco da Gama, Gamba Osaka, Bragantino, EC Juventude, Kyoto Purple Sanga i América-SP, gdzie zakończył karierę w 1999 roku.

## Kariera trenerska
Karierę szkoleniowca rozpoczął w 2002 roku. Trenował kluby 15 de Novembro, EC Juventude, Canoas, Remo, Brasil de Pelotas, Sampaio Corrêa, Lajeadense i Esportivo.

## Sukcesy i odznaczenia

### Sukcesy piłkarskie
Juventude
- zdobywca Copa do Brasil: 1999

### Sukcesy trenerskie
Lajeadense
- wicemistrz Campeonato Gaúcho: 2013